# Le Devenir géologique
Le Devenir géologique est un tableau de Salvador Dalí, une peinture sur toile créée en 1933 qui intégra la même année la collection particulière de Julien Green,. 

## Description
Julien Green donna dans son journal une courte description de la toile :

« 28 février. Avant-hier chez Dalí pour chercher mon tableau [...] Je choisis la petite toile qu'il appelle Le Devenir géologique et qui représente un cheval en train de se transformer en rocher au milieu d'un désert. Dalí part pour l'Espagne et parle avec effroi des formalités de douane et des mille petits ennuis d'un voyage en train, car il est un peu comme un enfant à qui la vie fait peur. »

— Julien Green 1961